# Batallón Hans Beimler
El Batallón "Hans Beimler" (en alemán: Hans-Beimler-Bataillon) fue una unidad de las Brigadas Internacionales durante la Guerra Civil Española, estando encuadrado en la XI Brigada Internacional.

## Historia
El batallón fue establecido en marzo de 1937, aunque su fundación oficial no se produjo hasta el mes de abril. Debía su nombre al comunista alemán Hans Beimler, que había muerto durante la Batalla de la Ciudad Universitaria de Madrid en diciembre de 1936. A pesar de que los alemanes constituían el principal grupo de todos los que formaban el batallón, también formaron parte de él brigadistas holandeses, flamencos y escandinavos.
A finales del mes de marzo de 1937, antes de la designación oficial del batallón, la unidad se trasladó para combatir en la Batalla de Guadalajara, en el frente de la paramera de La Alcarria. Se situó a pocos kilómetros de distancia de Torija, en el valle del río Badiel. A sugerencia del mando, a finales de abril la unidad recibió la denominación "Batallón Hans Beimler" y el 21 de abril hizo un desfile en Torija.
Antes de la Batalla de Brunete, en junio de 1937, hubo una reorganización de las Brigadas Internacionales: El batallón "Hans Beimler" pasó a integrarse en la XI Brigada Internacional germanoparlante, junto a los batallones Thälmann, Edgar-André y 12 de Febrero. Durante el mes de junio, la unidad mantuvo varios choques con requetés carlistas en la zona de la Alcarria. Al mes siguiente intervino en la ofensiva republicana de Brunete, donde el batallón combatió duramente aunque también sufrió fuertes pérdidas. Durante los últimos días de la batalla mantuvo las posiciones republicanas en los sectores de Quijorna y Villanueva de la Cañada, con el apoyo del "Thälmann".
Al comienzo de la Batalla del Ebro, en la noche del 24 al 25 de agosto de 1938, el "Hans Beimler" fue una de las primeras unidades que cruzó el río e inició el ataque contra las posiciones franquistas. El batallón fue disuelto en octubre de 1938, tras la retirada de las Brigadas Internacionales.